# 9689 Freudenthal
9689 Freudenthal (4831 P-L) là một tiểu hành tinh vành đai chính được phát hiện ngày 24 tháng 9 năm 1960 bởi C. J. van Houten và I. van Houten-Groeneveld ở Palomar Schmidt.